# Rhamphicarpa
Rhamphicarpa – rodzaj roślin z rodziny zarazowatych (Orobanchaceae). Obejmuje 6 gatunków. Rośliny te występują w Afryce Subsaharyjskiej włącznie z Madagaskarem, w Azji Mniejszej i na Kaukazie, na Półwyspie Indyjskim oraz w Australii i Nowej Gwinei. 

## Morfologia
PokrójNagie rośliny jednoroczne o pędach prosto wzniesionych, cienkich, okrągłych lub kanciastych.
LiścieŁodygowe, naprzeciwległe lub w górze skrętoległe, siedzące, całobrzegie do pierzasto siecznych z odcinkami nitkowatymi.
KwiatyWyrastają na szypułkach. Kielich 5-działkowy. Korona biała, z długą i wygiętą rurką oraz 5 całobrzegimi i równymi łatkami. Pręciki cztery, schowane w rurce korony. Zalążnia jajowata lub kulista z rozwidlonym znamieniem na końcu szyjki.
OwoceTorebki spłaszczone i dziobate, zawierające liczne nasiona.

## Systematyka
Pozycja systematyczna
Rodzaj z rodziny zarazowatych Orobanchaceae, w której obrębie klasyfikowany jest do plemienia Buchnereae Lamarck & de Candolle.
Wykaz gatunków
- Rhamphicarpa australiensis Steenis
- Rhamphicarpa brevipedicellata O.J.Hansen
- Rhamphicarpa capillacea A.Raynal
- Rhamphicarpa elongata (Hochst.) O.J.Hansen
- Rhamphicarpa longiflora (Arn.) Benth.
- Rhamphicarpa medwedewii Albov